# Jama Masjid (Fatehpur Sikri)
Die Freitagsmoschee (Jama Masjid) in der vom Großmogul Akbar gegründeten Stadt Fatehpur Sikri im äußerten Westen des indischen Bundesstaats Uttar Pradesh zählt zu den größten und schönsten Moscheen des Landes.

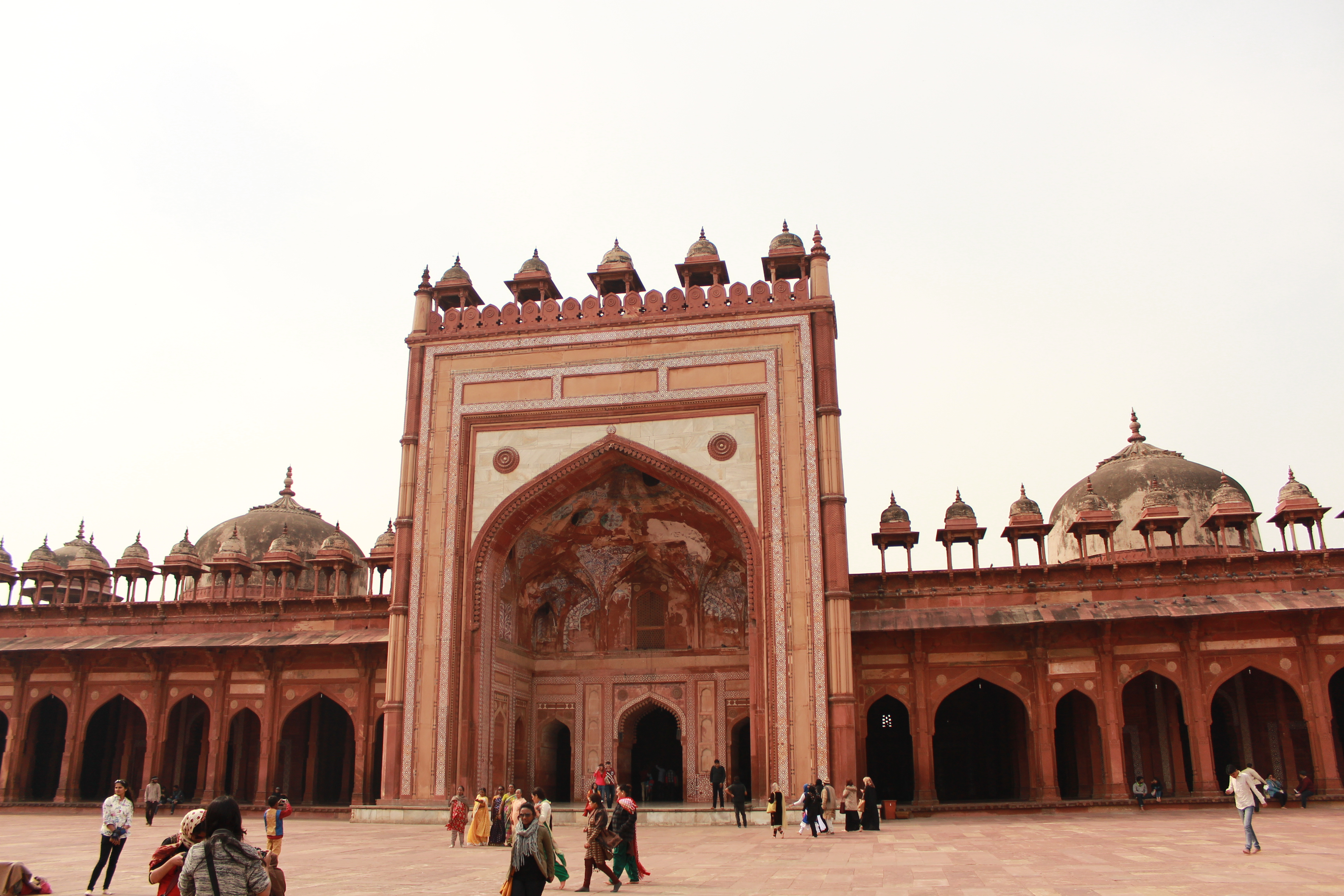
Portalzone des Moscheesaales

## Lage
Der Ort Fatehpur Sikri liegt etwa 36 km (Fahrtstrecke) südwestlich der Stadt Agra nahe der Grenze zum Bundesstaat Rajasthan. Die Freitagsmoschee grenzt südwestlich an die ehemaligen Palastgebäude an und befindet sich an der höchsten Stelle im Umkreis (ca. 200 m ü. d. M.).

## Geschichte
Die Freitagsmoschee entstand als eines der ersten Gebäude in der um das Jahr 1570 vom Mogulherrscher Akbar zur neuen Hauptstadt des Reiches erkorenen Stadt Fatehpur Sikri. Das nach Osten ausgerichtete Monumentaltor (Buland Darwaza) wurde erst im Jahr 1576 begonnen. In der Folgezeit wurden Teile der Hoffläche als Grablege für Verstorbene aus dem Umfeld des Mogulhofes in Agra genutzt.

## Architektur
Die meisten der um einen riesigen Hof herum errichteten Bauteile der Moschee bestehen in ihrem Kern aus Ziegelsteinen, die mit Platten aus vor Ort anstehendem roten Sandstein verkleidet wurden. Geometrische oder kalligraphische Inkrustationen aus weißem Marmor oder farbig glasierten Keramikfliesen vervollständigen das Bild. Alle Bauteile des Moscheehofes (incl. der Torbauten und der Galerien) sind von kleinen Zierpavillons (chhatris) bekrönt und werden so optisch miteinander verbunden.

### Moschee
Die Hofmoschee zeigt das aus dem persisch-vorderasiatischen Raum (z. B. Buchara) übernommene Dreikuppelschema mit einem Pischtak, der die mittlere Kuppel verdeckt. Der von Pfeilern und Flachdecken in Hindu-Manier gekennzeichnete Hauptsaal verfügt über mehrere nach Westen (Mekka) ausgerichtete Mihrab-Nischen in der Qibla-Wand; einige der Zierbögen sind mit Vasen- bzw. Krugmotiven (kalashas) geschmückt. Die Deckensemente vor den 3 Hauptmihrabs sind als Kuppeln gestaltet.

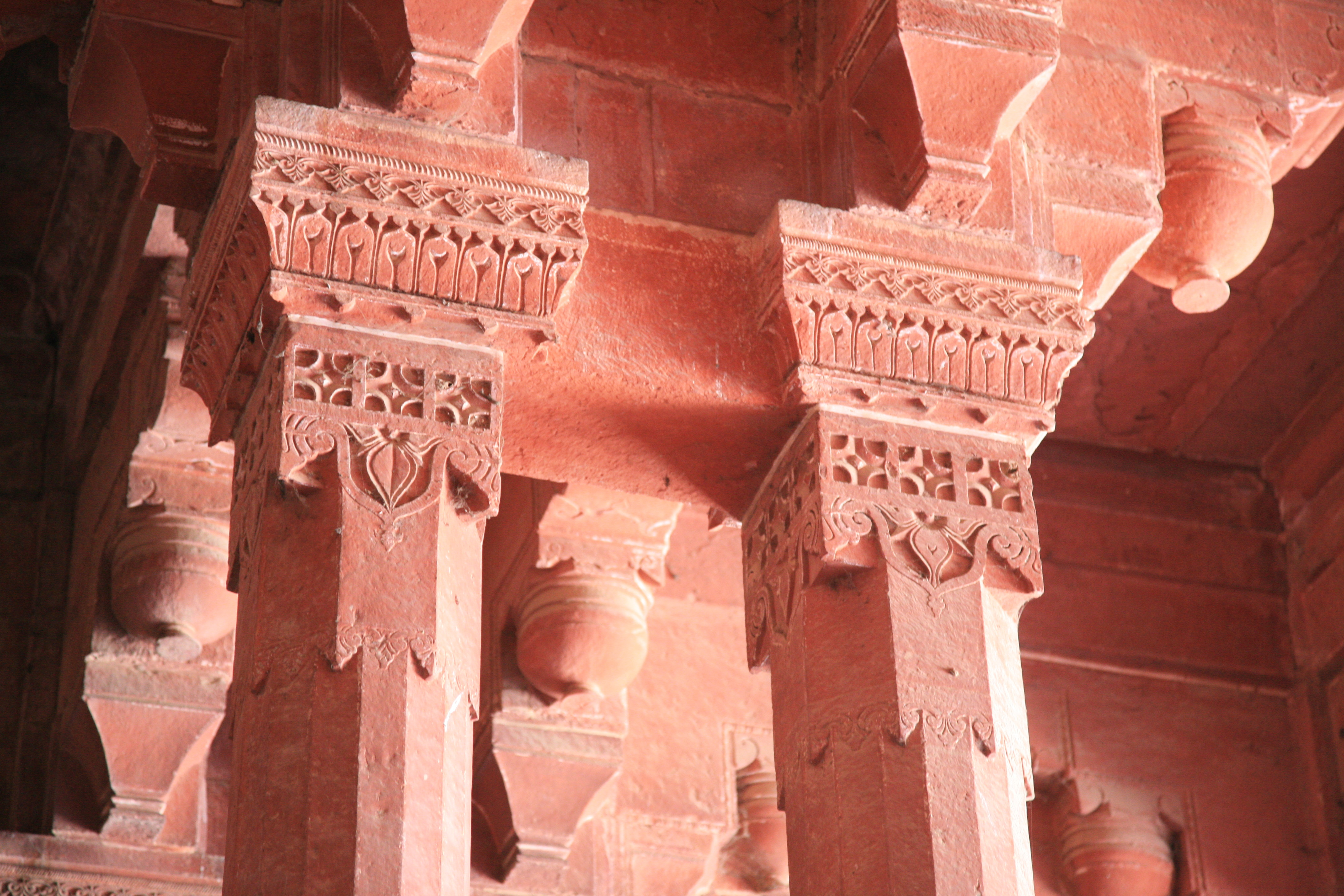
Pfeiler der Moscheehalle
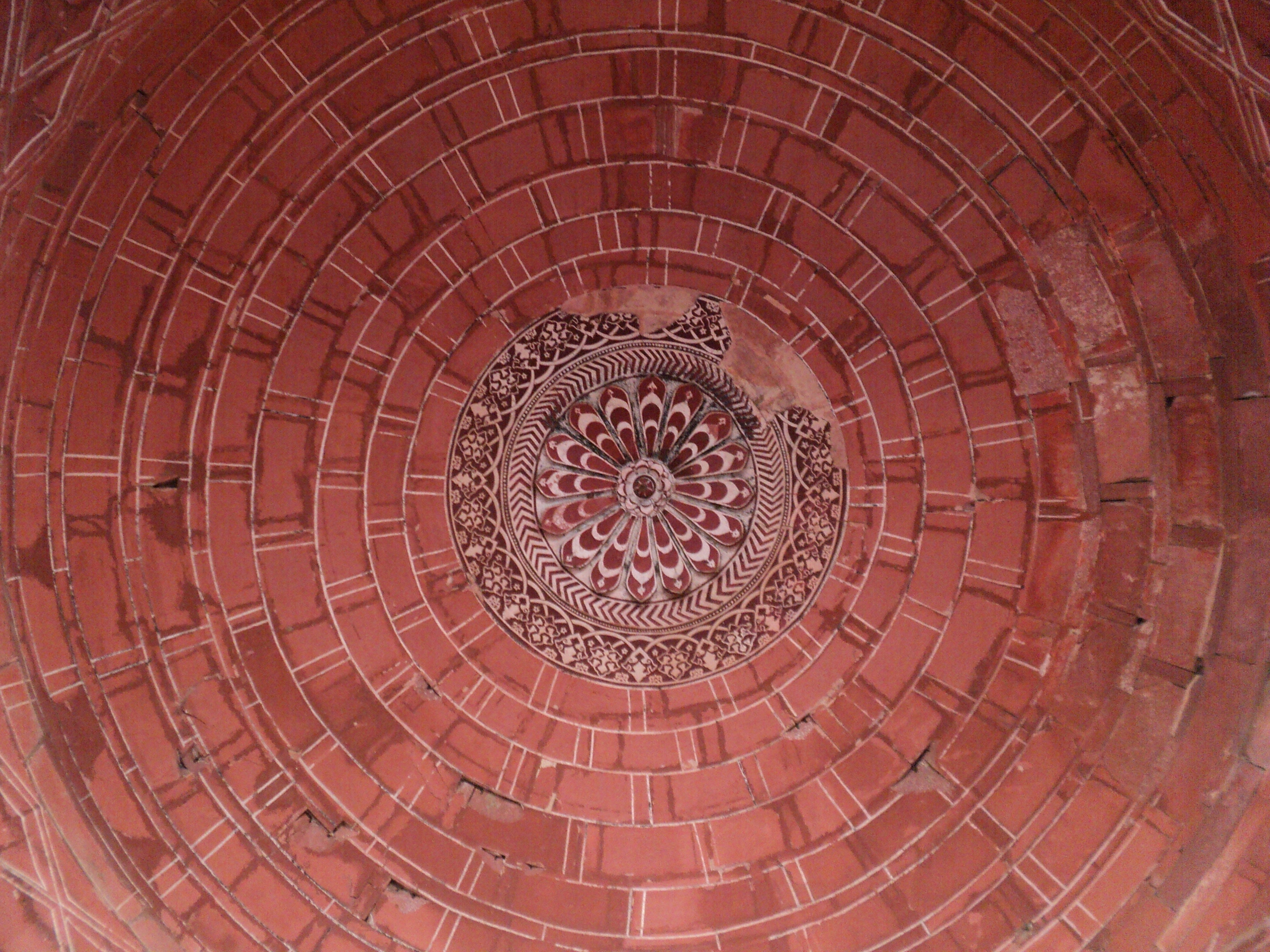
Kuppel der Haupthalle
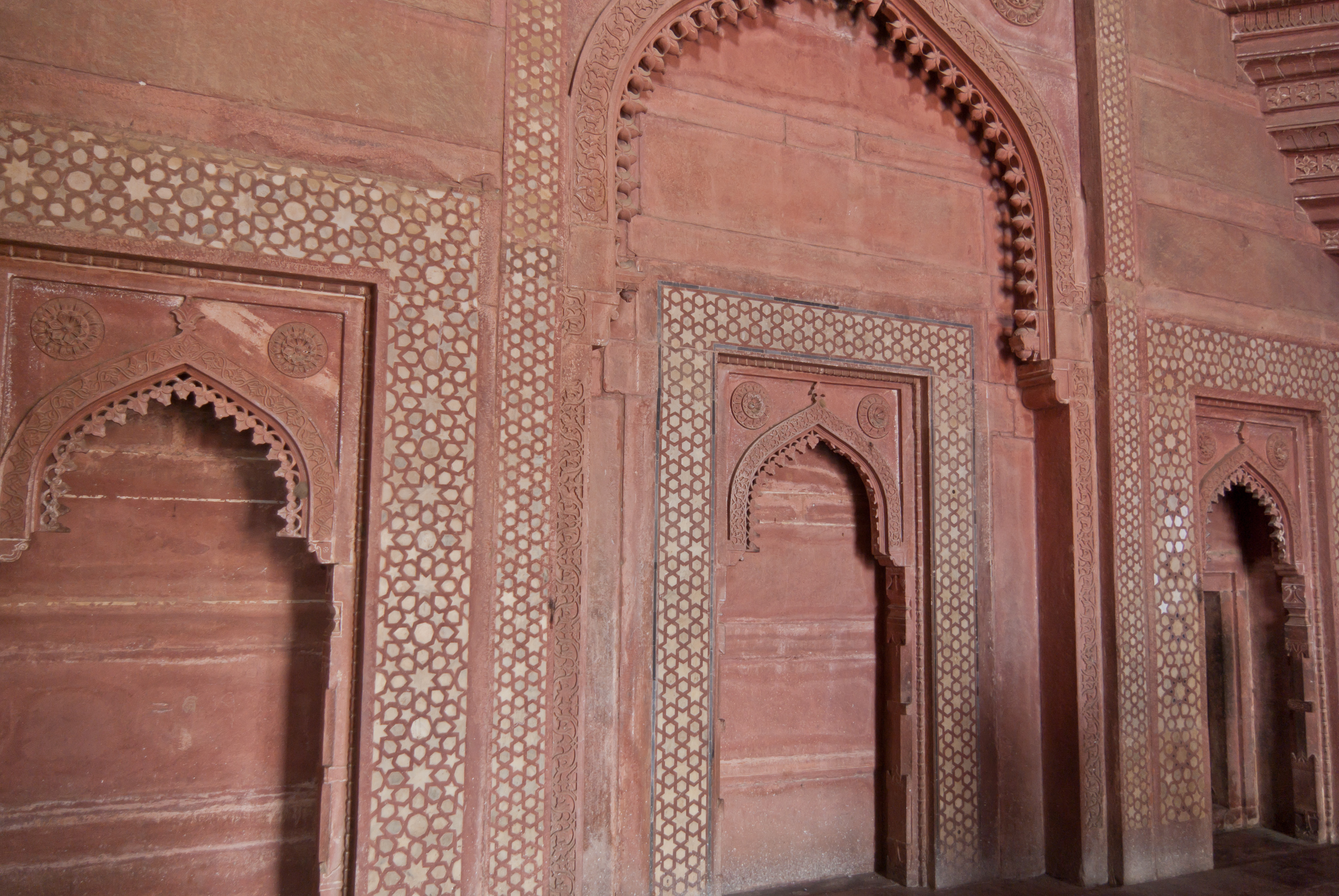
Mihrab-Nischen

### Buland Darwaza
Das in der Mitte der Ostseite des Moscheehofes stehende ca. 40 m hohe und 35 m breite Monumentaltor steht auf einer künstlich aufgeschütteten Plattform von ca. 13 m Höhe und war ursprünglich nicht in dieser Form geplant; es wurde als Siegestor in den Jahren nach 1573 errichtet und möglicherweise erst im Jahr 1601 vollendet. Seine Außenfassade ist trapezförmig (oder semioktagonal) angelegt und seine Außenwirkung wird durch eine zum Tor hinaufführende Treppe noch gesteigert. Die zahlreichen Inkrustationen und Kalligraphien kommen erst in der Nähe zur Geltung. Eine der Inschriften lautet:
„Jesus, der Sohn Marias, sagte: 'Die Welt ist eine Brücke, geh hinüber aber baue keine Häuser darauf. Wer einen Tag lang hofft, mag Hoffnung für die Ewigkeit haben. Die Welt dauert nur eine Stunde; verbringe sie im Gebet – der Rest ist unbekannt.'“

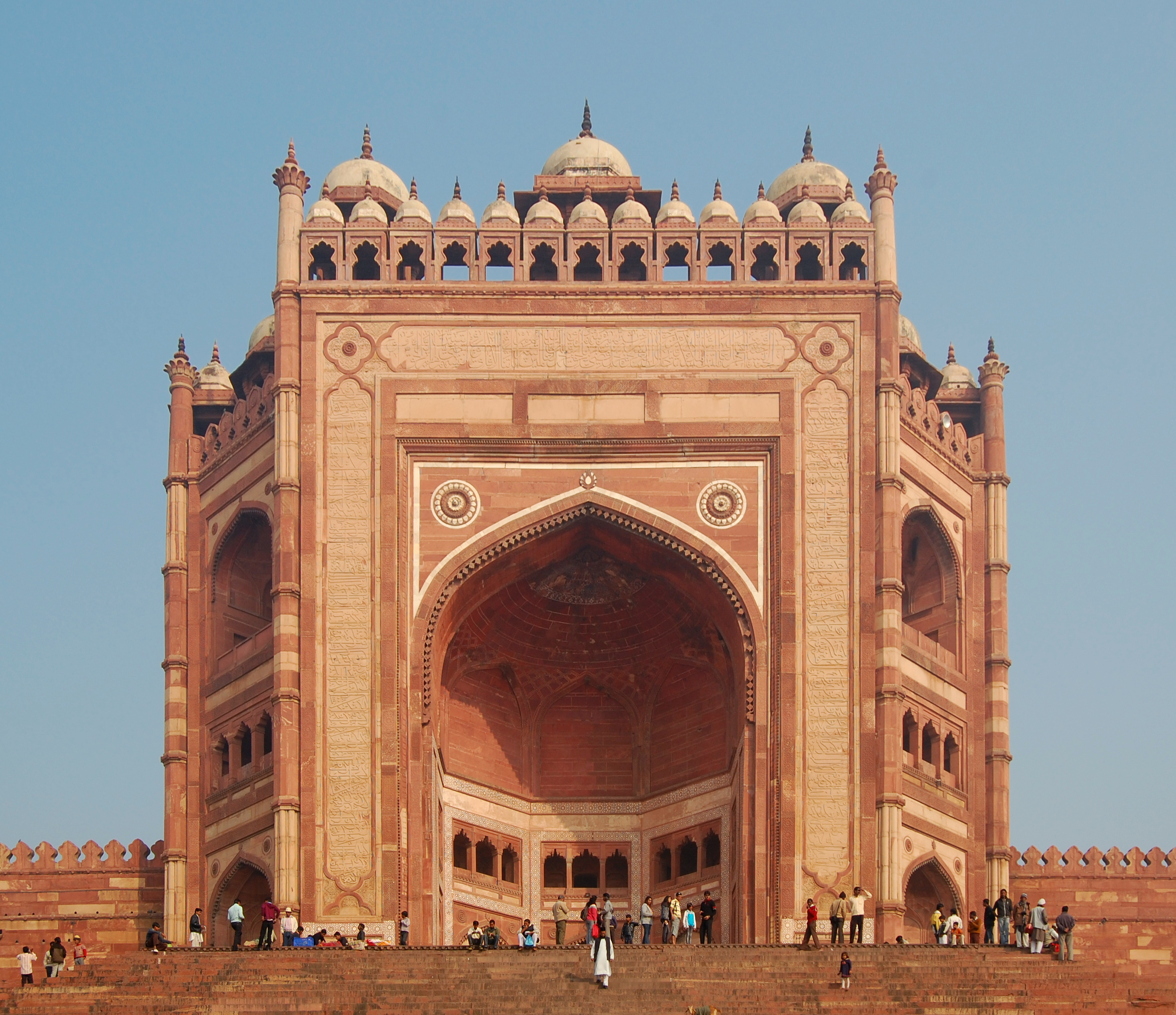
Buland Darwaza (Außenseite)
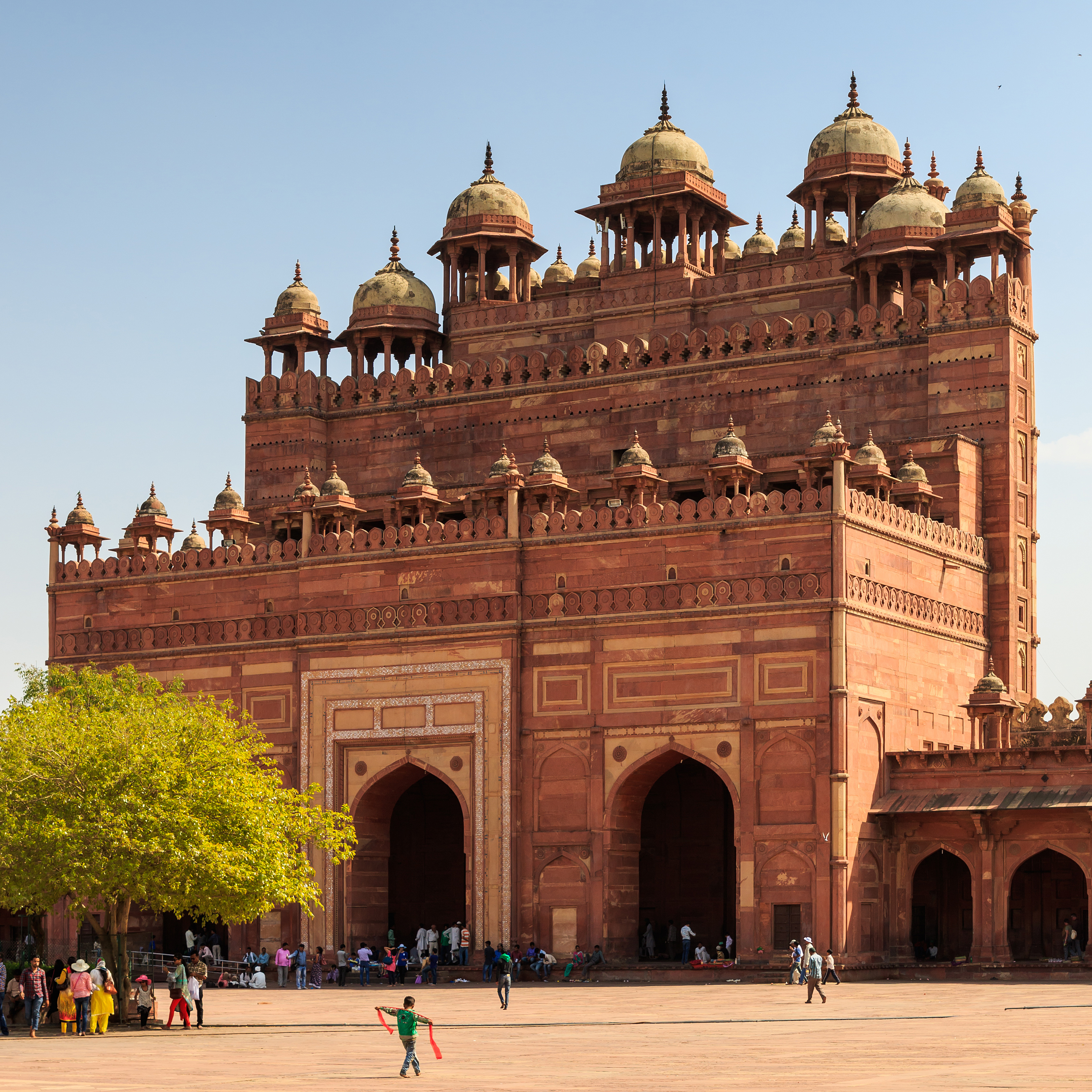
Buland Darwaza (Hofseite)
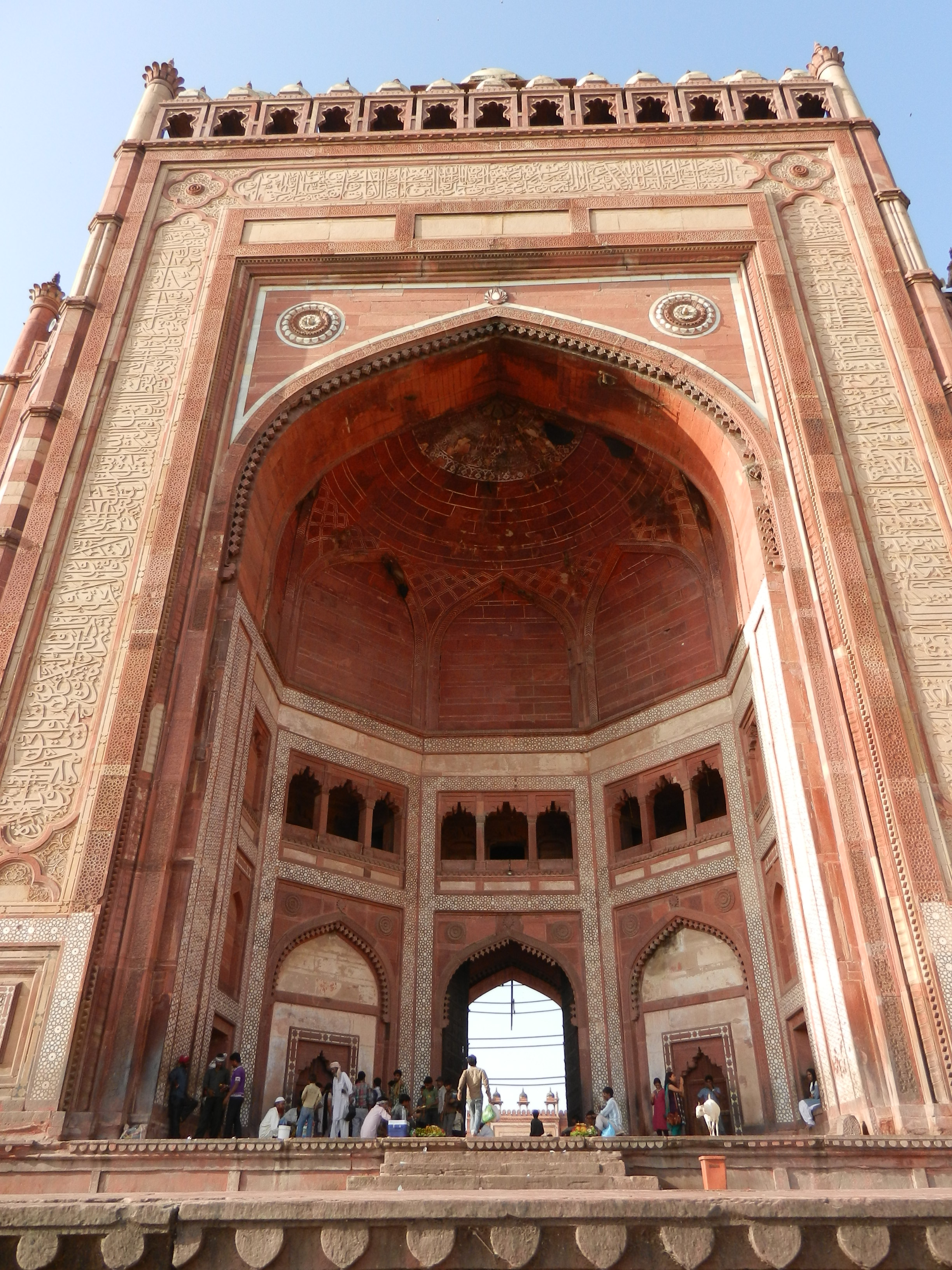
Buland Darwaza (Nahaufnahme)

### Salim-Chisthi-Mausoleum
Das vielleicht noch aus der Zeit Akbars stammende Mausoleum für den im Jahr 1572 verstorbenen Sufi-Gelehrten Salim Chishti, der Akbar die Geburt eines Sohnes vorhersagte, stammt in seiner heutigen Gestalt aus der Zeit der Mogulherrscher Jahangir (reg. 1605–1627) und Shah Jahan (reg. 1627–1658). Der zur Gänze mit weißem Marmor verkleidete Bau verfügt über einige der feinsten Jali-Fenster der Mogul-Architektur.

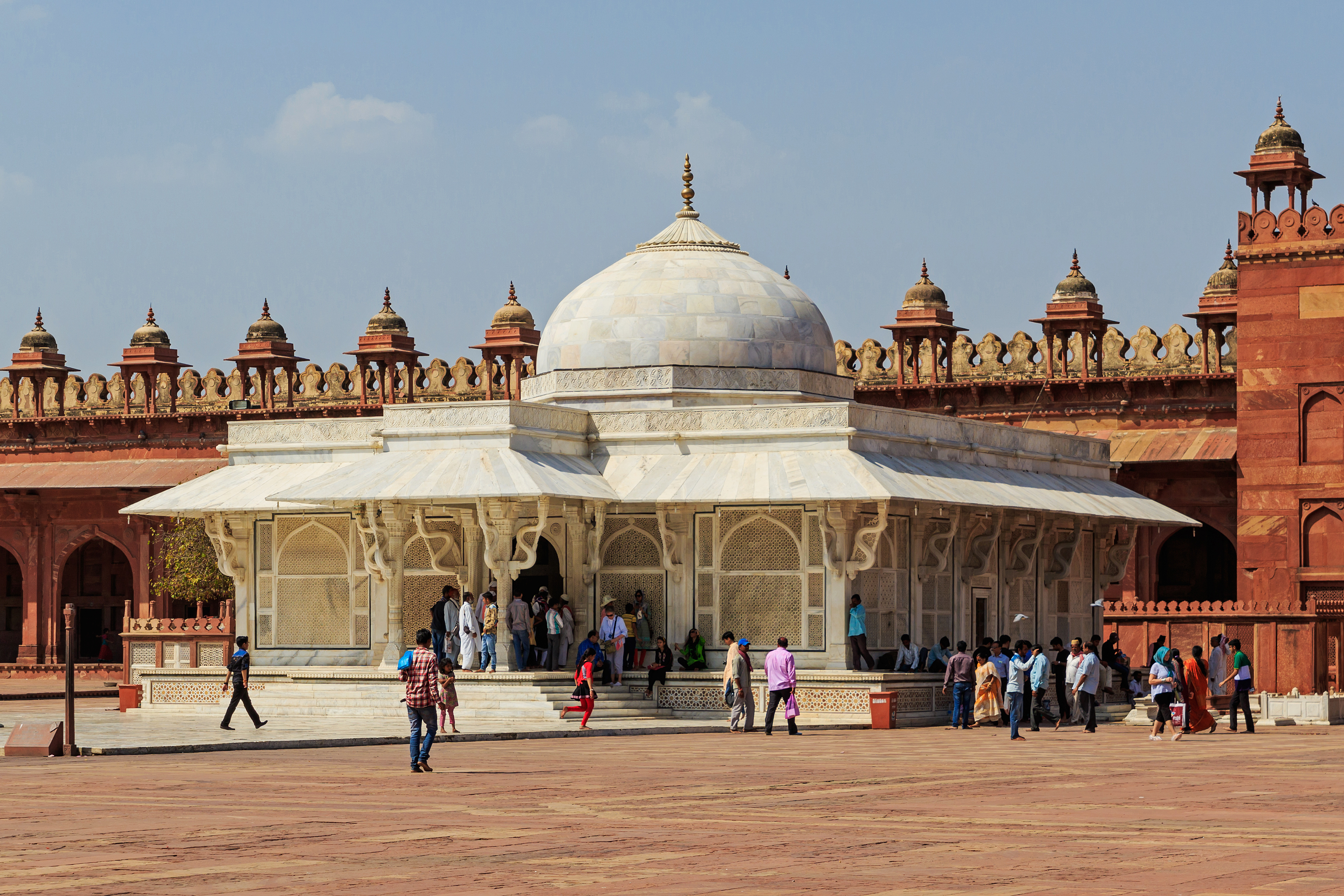
Salim-Chishti-Mausoleum
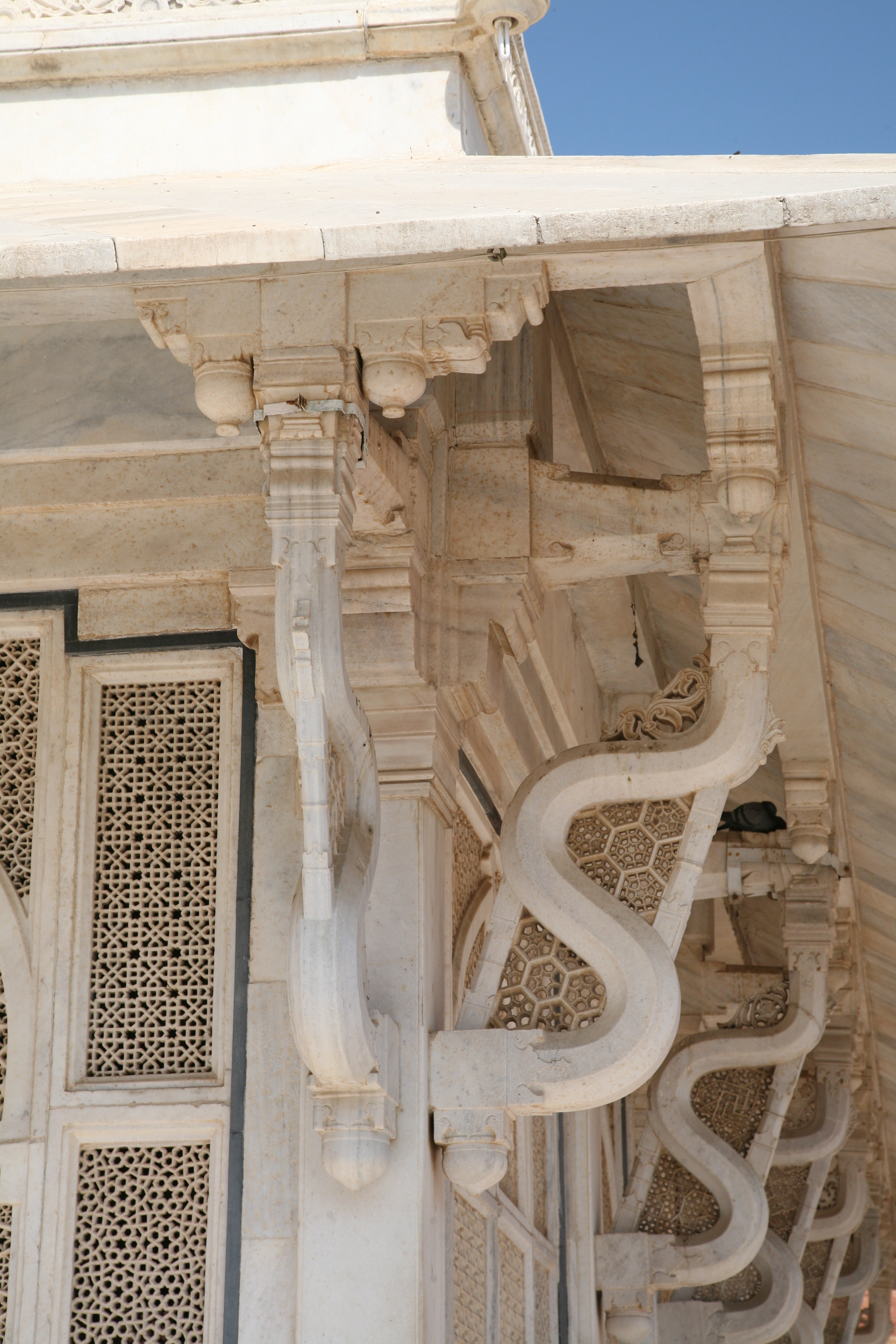
Geschwungene Dachstützen (brackets) und Jali-Fenster
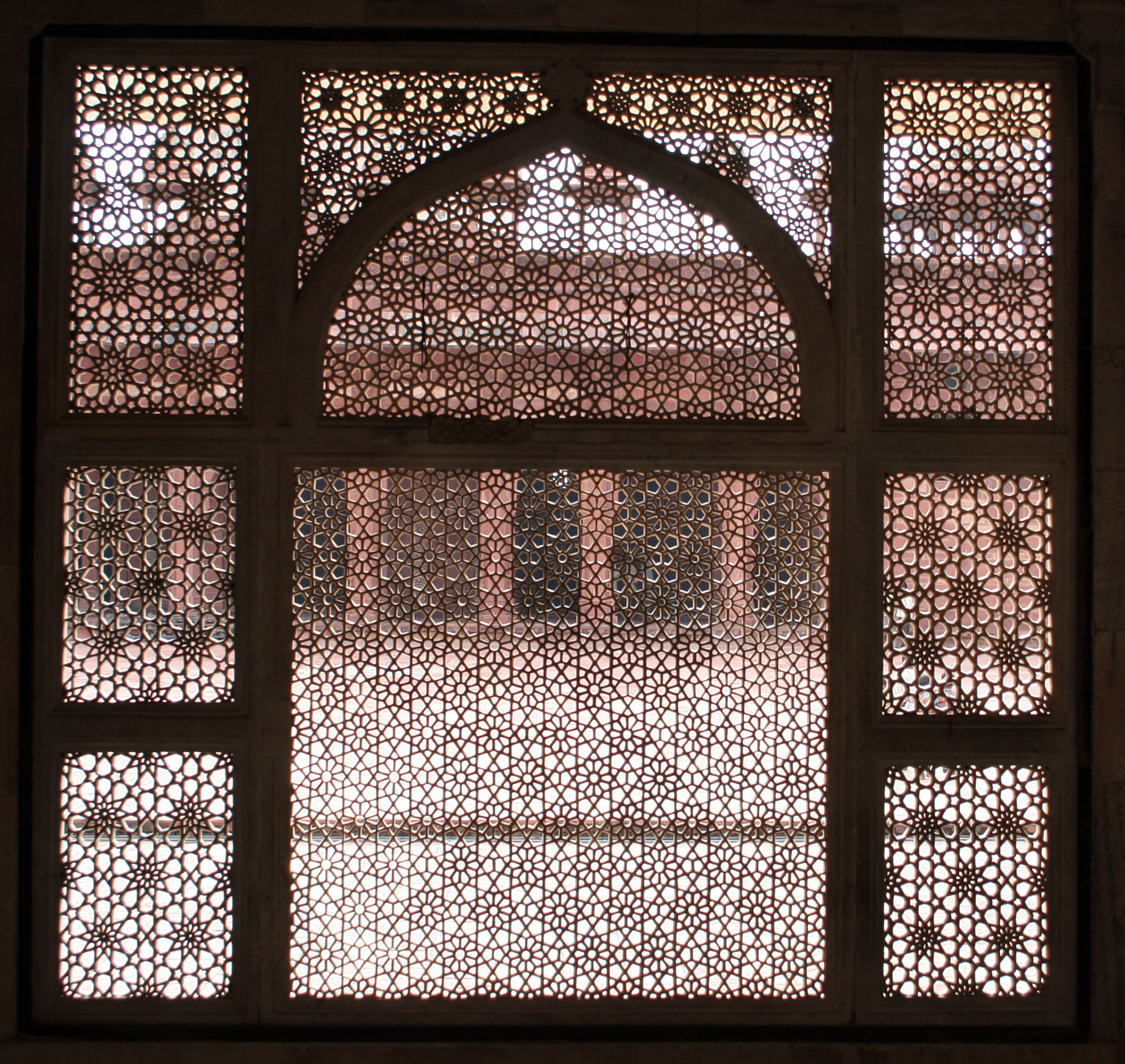
Jali-Fenster
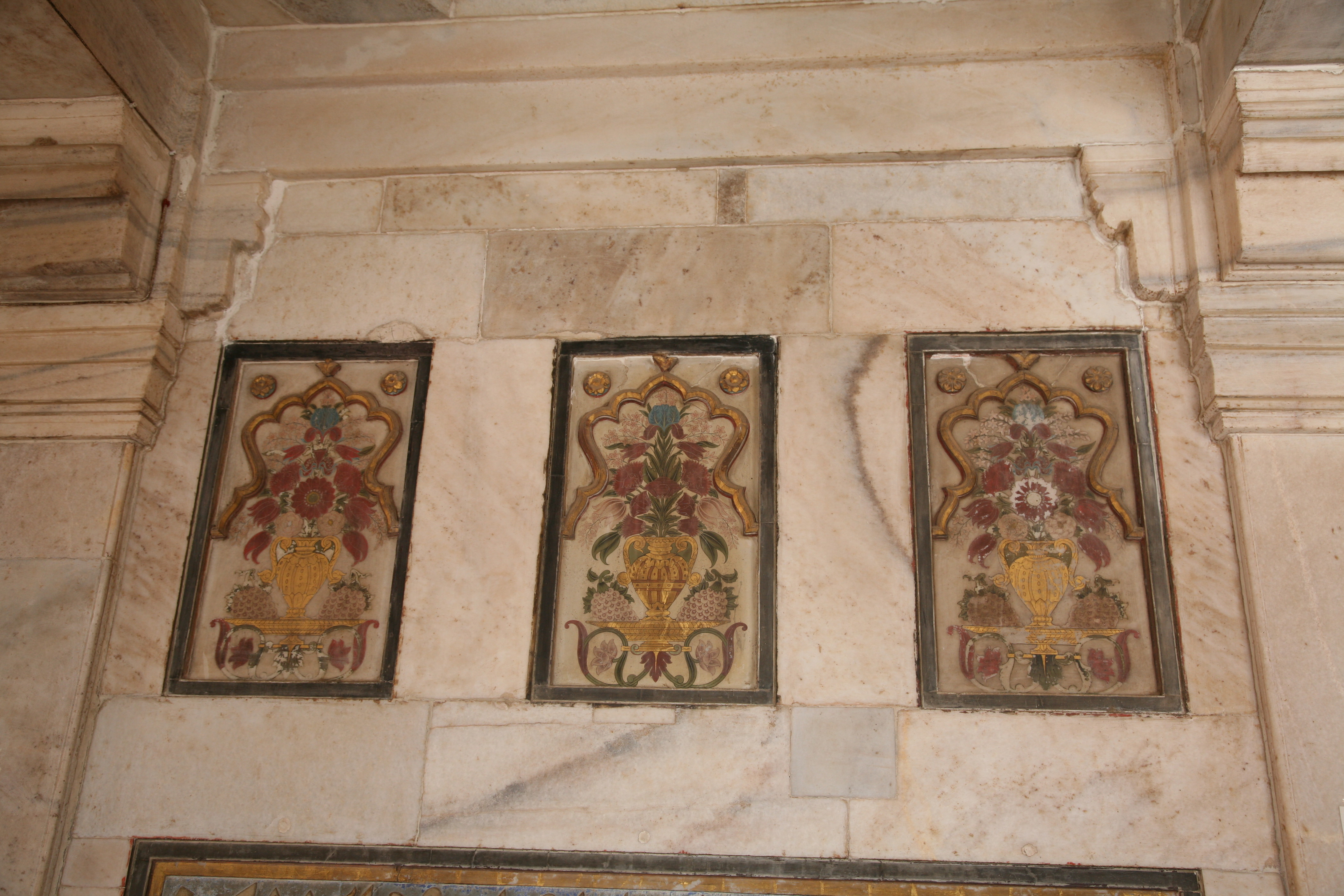
Blumendekor
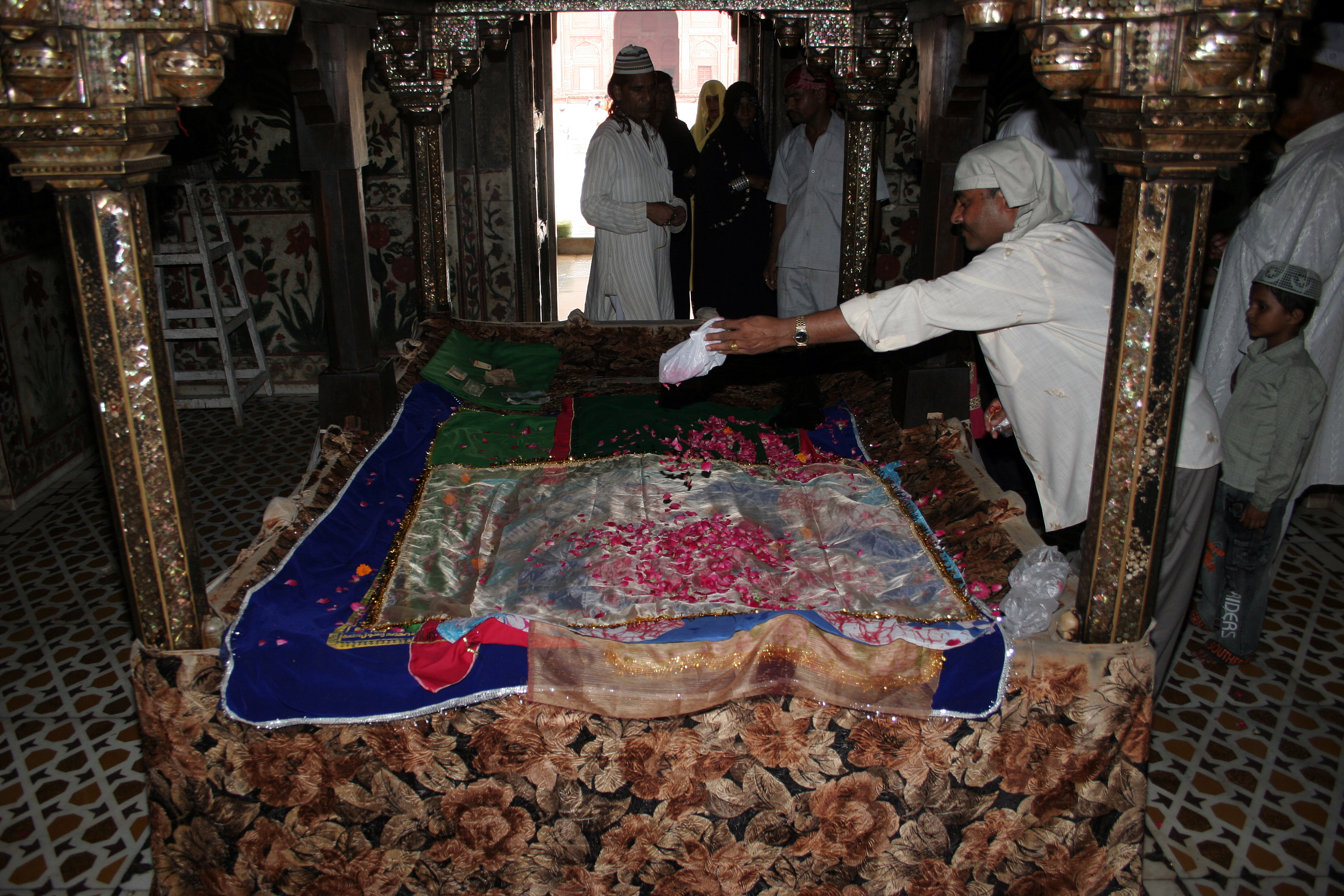
Kenotaph Salim Chishtis
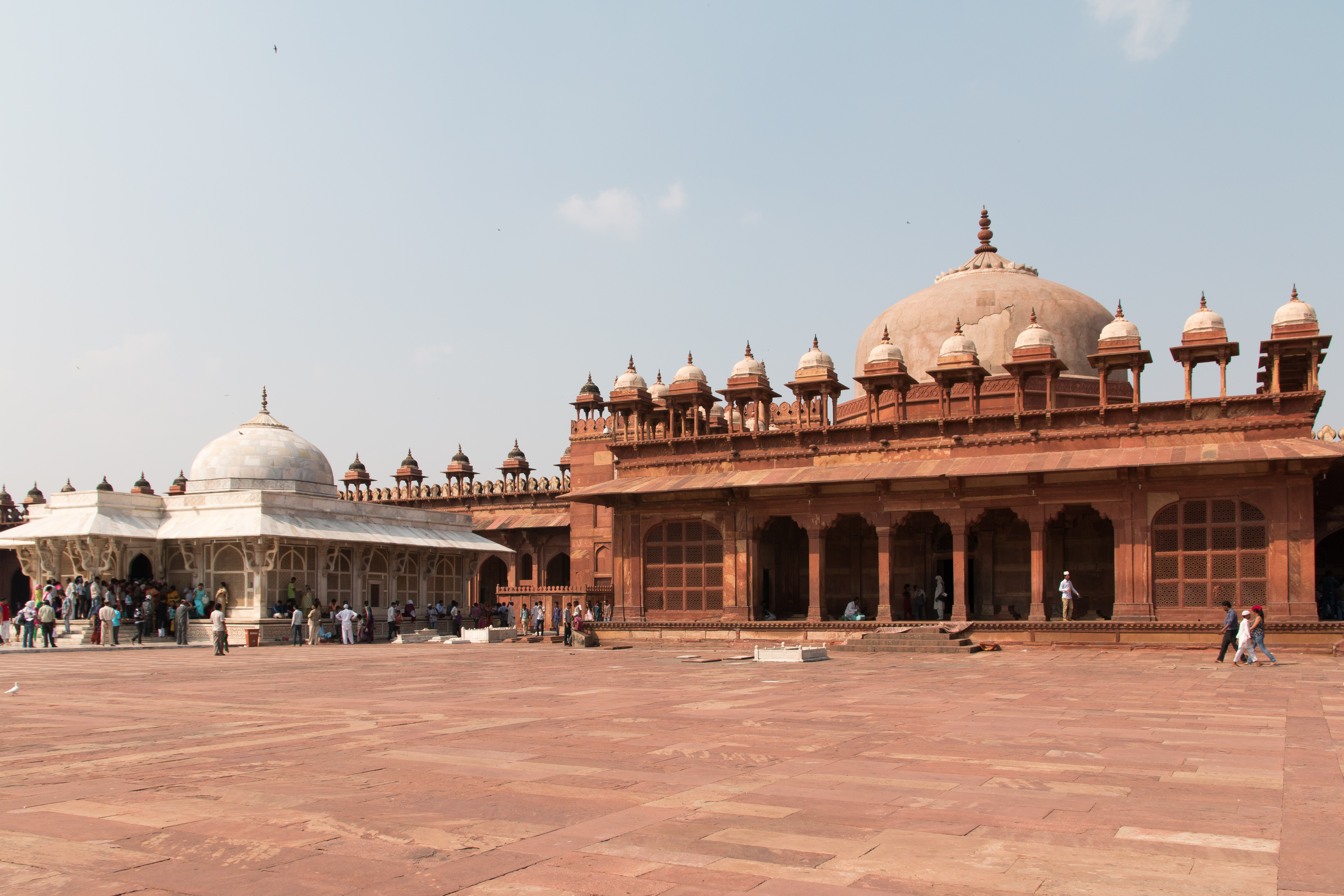
Islam-Khan-Mausoleum und Salim-Chishti-Mausoleum

### Nawab Islam Khan-Mausoleum
Nawab Islam Khan Chishti (1570–1613) war Gouverneur (subahdar) des Mogulreichs in Bengalen und der Enkel Salim Chishtis. Er wurde an der Seite seines Großvaters beigesetzt und erhielt ein aufwendig gestaltetes Kuppelgrab – allerdings nur aus rotem Sandstein. Das Grabmal mit seinem fünfteiligen Eingangsportal enthält ebenfalls feingearbeitete Jalis, deren Einzelformen sich jedoch häufig wiederholen.